# Leucanopsis manada
Leucanopsis manada är en fjärilsart som beskrevs av William Schaus 1941. Leucanopsis manada ingår i släktet Leucanopsis och familjen björnspinnare. Inga underarter finns listade i Catalogue of Life.